# Raión de Yabrayil
Yabrayil (en azerí: Cəbrayıl) es uno de los 59 rayones en los que subdivide políticamente la república de Azerbaiyán. La capital es la ciudad de Yabrayil.

## Territorio y población
Comprende una superficie de 1050 kilómetros cuadrados, con una población de 54 430 personas y una densidad poblacional de 51,8 habitantes por kilómetro cuadrado.

## Historia
El 23 de agosto de 1993 las tropas armenias ocuparon la do regione de Yabrayil.
En abril de 2016 como resultado de una operación militar del ejército azerbaiyano, la altura de Leletepe se liberó de la ocupación armenia. Luego en la aldea de Sosug Marcanli se creó una aldea, donde se construyeron una escuela, una mezquita y un centro policlínico.
El 27 de septiembre de 2020 como resultado de la segunda guerra del Alto Karabaj, dos aldeas de Yabrayil (Boyuk Marcanli, Nuzgar), y el 3 de octubre las aldeas Mehdili, Chayirli, Ashagi Maralyan, Cheybey y Guydjag, fueron recuperadas por Azerbaiyán.